# Trypocopris pyrenaeus
Trypocopris pyrenaeus (escarabajo pelotero) es una especie de coleóptero de la familia Geotrupidae. La especie fue descrita científicamente por Toussaint de Charpentier en 1825.

## Subespecies
- Trypocopris pyrenaeus bartolii Dellacasa, 1974
- Trypocopris pyrenaeus cyanicolor (Capra, 1930)

= Geotrupes cyanicolor Capra, 1930
= Geotrupes pyrenaeus lombardii Gagliardi, 1943
- Trypocopris pyrenaeus pyrenaeus (Charpentier, 1825)

= Scarabaeus pyrenaeus Charpentier, 1825
= Geotrupes pyrenaeus coruscans Chevrolat, 1840
= Geotrupes pyrenaeus splendens Erichson, 1847
- Trypocopris pyrenaeus splendens (Heer, 1841)

= Geotrupes splendens Heer, 1841
= Geotrupes pyrenaeus autumnalis Heer, 1841
= Geotrupes pyrenaeus erichsoni Boucomont, 1911
= Geotrupes pyrenaeus heyrowskyi Balthasar, 1929

## Distribución geográfica
Habita en Europa occidental, principalmente Italia.